# Villa Waldrich

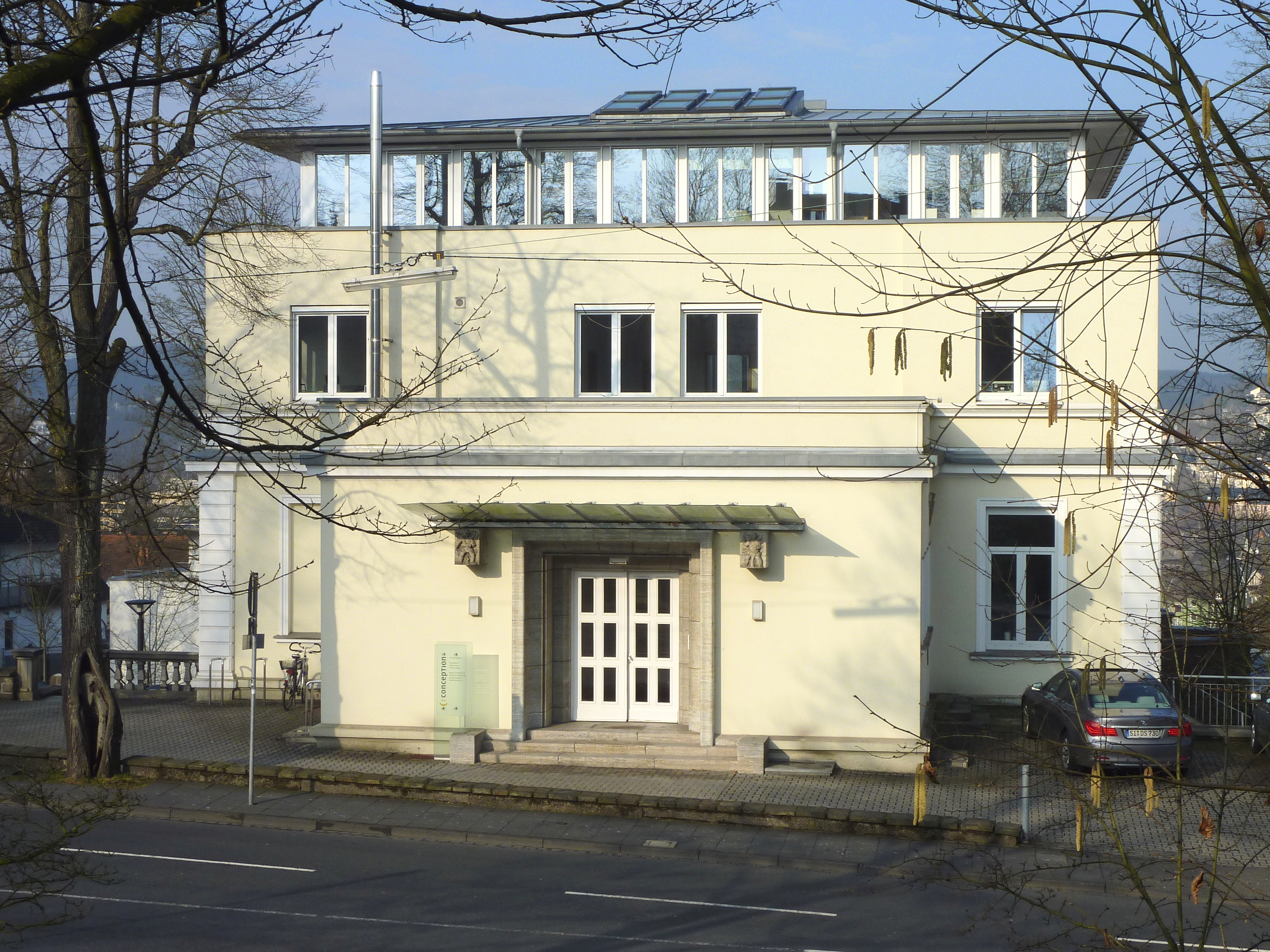
Die Ostfassade der Villa Waldrich mit Haupteingang, 2011

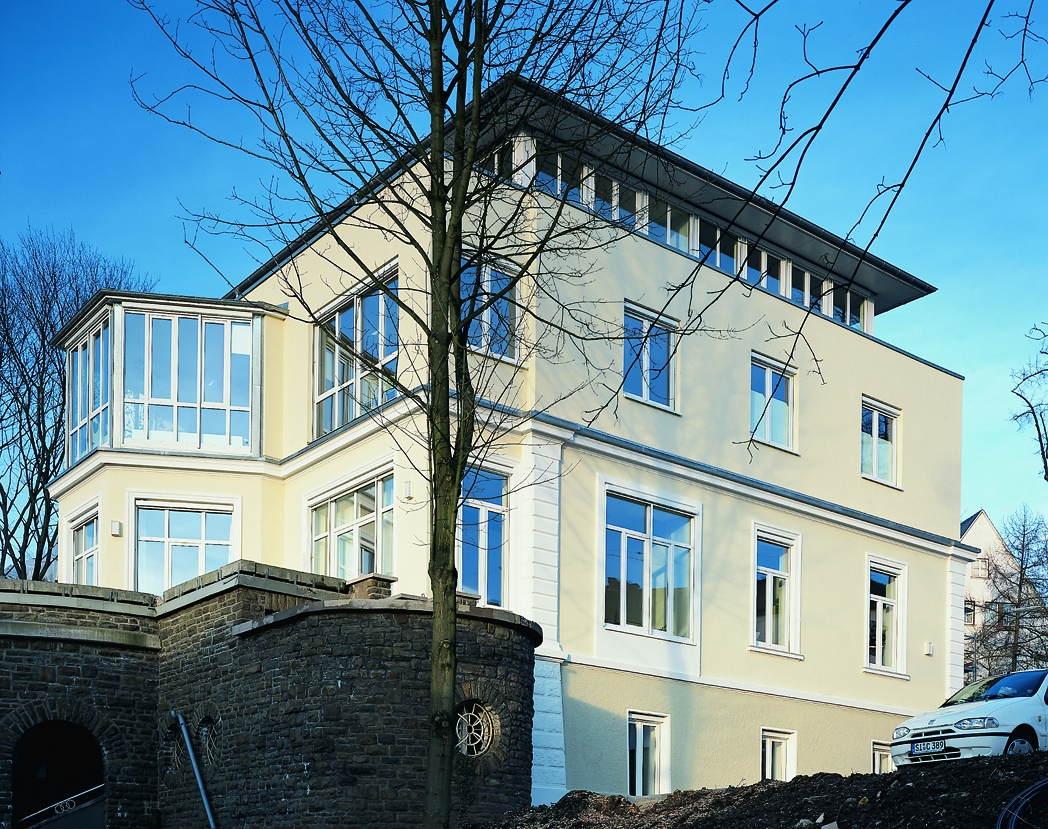
Die nordwestliche, talwärts gelegene Gartenseite des Hauses

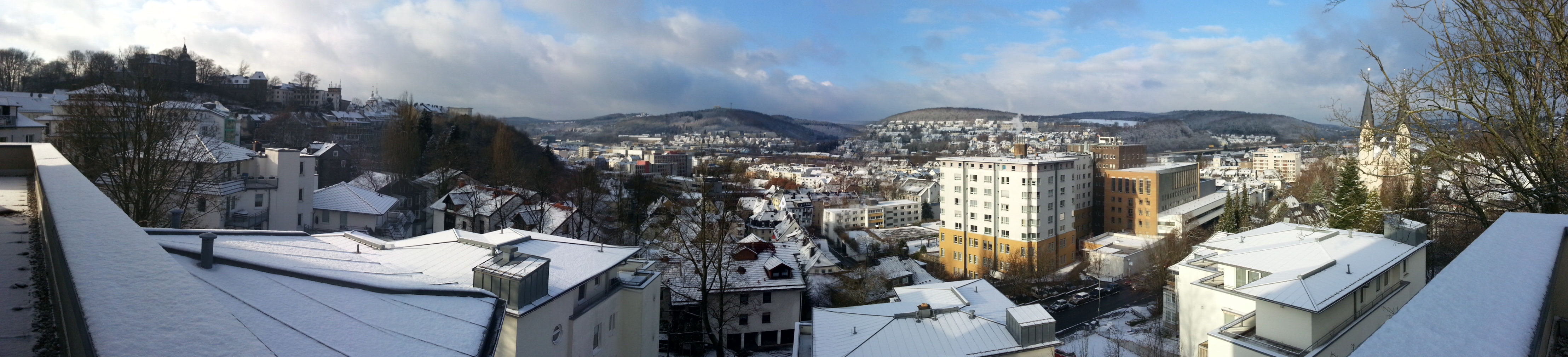
Blick auf Siegen vom Balkon der Villa Waldrich

Die Villa Waldrich ist ein 1879 im Stil der Neorenaissance erbautes Wohnhaus in der Stadt Siegen, Hohler Weg 1. Erbaut wurde die Villa von dem Baumeister Bovensiepen für den Siegener Unternehmer Heinrich Klein. Heute sind die Räume für unterschiedliche Zwecke vermietet.

## Geschichte
Die früher so genannte Klein’sche Villa wurde 1879 am Südwesthang des Siegener Giersbergs durch die Familie des Siegerländer Unternehmers Heinrich Klein, einem der Mitbegründer der Siegener Maschinenbau Aktiengesellschaft SIEMAG, als Familiensitz im Stil der italienischen Frührenaissance erbaut. Als dreistöckiges Gebäude mit zusätzlichem, zur Hangseite hin freistehendem Kellergeschoss wurde sie entworfen und ausgeführt durch den Baumeister Wilhelm Bovensiepen in (Essen-)Kupferdreh.
Im Jahre 1938 wurde sie von dem Siegerländer Unternehmer Oskar Waldrich als Familiendomizil erworben und dem veränderten Zeitgeschmack entsprechend umgebaut. In den folgenden Jahren diente die Villa Waldrich nicht nur als Familiensitz, sondern vor allem auch als Gästehaus für das Unternehmen Waldrich. Zahlreiche internationale Geschäftsfreunde wurden dort beherbergt, da Hotels in Siegen zu der Zeit rar waren. So avancierte die Villa Waldrich zu einem Treffpunkt der europäischen Industrie.
Am 16. Dezember 1944 wurde die Villa beim Luftangriff auf die Stadt Siegen von Brandbomben getroffen und brannte nahezu völlig aus. Die Familie Waldrich hatte in einem Erdbunker im Garten des Anwesens Zuflucht gefunden. Die rund 20 Insassen überlebten einen Sprengbombeneinschlag unmittelbar neben dem Rundbunker.
1950 baute der Architekt Ernst Kuhn, der vor dem Krieg schon das Apollo-Kino in Siegen entworfen hatte, Parterre und Untergeschoss der Villa Waldrich wieder auf und platzierte eine auffällige Lichtkuppel dort, wo früher das Treppenhaus ins Obergeschoss geführt hatte. In der Folgezeit diente die Villa Waldrich verschiedenen Zwecken, unter anderem wurde sie auch als Gästehaus der Universität Siegen genutzt.
1981 wurde die Villa Waldrich zum Zentrum des Austausches zwischen Universität und Region sowie Domizil des Siegener Kunstvereins. In den folgenden Jahren entwickelte sie sich zu einem weit über die Grenzen der Region bekannten Kunst- und Ausstellungszentrum. Namhafte, aber auch unkonventionelle Künstler präsentierten ihre Werke der Öffentlichkeit. Auch Autorenlesungen und andere kulturelle Veranstaltungen fanden ein aufmerksames Publikum.
Zu Beginn der 1990er Jahre musste die kulturelle Arbeit in der Villa eingestellt werden, nicht zuletzt auch wegen des Gebäudezustands.
Die Villa Waldrich und der angrenzende Grund wurden von einem Investor aus dem Lahn-Dill-Kreis erworben und ab Beginn des Jahres 1999 nach Plänen des Siegener Architekten Friedmund Delius in den jetzigen Zustand umgebaut. In einer Verbindung von Tradition und Moderne wurde die Villa Waldrich auf ihre ursprüngliche Höhe von drei Geschossen über Niveau des Hohler Weg aufgestockt.
Von 2000 bis 2013 wurde die Villa von der Werbeagentur conception und anderen Mietern genutzt. Agenturgründer Wolfgang Weiß stellte dort bis Ende 2008 auch expressionistische Kunstwerke der so genannten Verschollenen Generation aus.